# Дебела Берта
Дебела Берта је назив за супертешку хаубицу, коју је непосредно пред почетак Првог светског рата развио познати немачки произвођач оружја Концерн Круп. Њена званична ознака била је L/12 (цев је била 12 калибара дугачка), 42 cm, тип M-Gerät 14 (М-опрема 14), Kurze Marine-Kanone („кратки морнарички топ“, назив који је требало да сакрије праву намену овог оруђа).

## Име
Главну улогу у пројектовању хаубице одиграо је шеф Круповог пројектантског бироа, проф. Фриц Раусенбергер (Fritz Rausenberger), као и његов претходних директор Дрегер (Dräger). Многи извори наводе да је име „Берта“ хаубица добила по Берти Круп (Bertha Krupp), наследници и власници Крупове индустријске империје. Ипак, не прихватају сви ово објашњење. Током рата, Немци су јој наденули и многе друге надимке. („Dicke“, што на немачком значи дебела или велика, наводно није имало никакве везе са физичким изгледом Г-ђе Круп.) Име „Дебела Берта“ Савезници су касније користили за све велике немачке топове, као што је железнички топ „Дуги Макс“ (Langer Max) и топ великог домета познатији као „Париски топ“. Међутим, надимак „Дебела Берта“ односио се искључиво на хаубицу са ознаком 42-cm M-Gerät.

## Развој
Идеја за развој овакве хаубице произишла је из искустава које су Немци (и Аустријанци) извукли из Руско-јапанског рата 1904—1905. Током рата, Јапанци су демонтирали са фиксних постоља неколико својих хаубица калибра 28 cm, које су биле намењене за обалску одбрану и употребили их приликом опсаде Порт Артура. Оваква примена тешких топова изненадила је тадашњу стручну војну јавност јер се до тада сматрало да најтежи опсадни топови који се могу транспортовати вучом, због велике тежине не могу прелазити калибар од 20 cm. Ипак, већина европских земаља није научила јапанску лекцију — осим већ поменуте Немачке и Аустрије (Аустрија је развила читаву серију покретних тешких топова као што су 30.5 cm „Витка Ема“ - Schlanke Emma хаубица, 38 cm „Барбара“ Barbara и „Гудрун“ Gudrun хаубице и сопствену хаубицу калибра 42 cm.
Током раних 1900-их, Круп је започео развој читаве серије покретних тешких минобацача и хаубица, чији калибар се кретао од 28 cm до 30.5 cm. Као основа за развој послужило је искуство које је Круп стекао приликом израде тешких минобацача за обалску одбрану (Küstenmörser), као што је Beta-Gerät калибра 30.5 cm, који је први пут уведен у наоружање 1897. године (друге нације, укључујући Велику Британију и САД су такође развиле слична оруђа)
Нова верзија хаубице Beta-Gerät калибра 39.5 cm, која је била знатно супериорнија у односу на модел 1897 је развијена 1908. године, али је АПК (Artillerieprüfungskommission - артиљеријски комитет за тестирање) закључио да је њена ватрена моћ недовољна због чега је затражио од Крупа да развије већи топ са ватреном моћи довољном да успешно уништи савремене фортификацијске објекте. Круп је прво разматрао могућност да ново оруђе буде калибра 35 cm, али се убрзо одлучио за већи калибар од 42 cm, зато што је најмања граната која је испуњавала захтеве АПК била тог калибра. Прво оруђе калибра 42 cm је била тешка хаубица L/16 Gamma-Gerät, која је заправо представљала повећану верзију хаубице Beta-Gerät. Неуобичајено за Круп, код оба оруђа и Бете и Гаме одустало се од до тада коришћеног клизног затварача цеви, а у корист затварача са испрекиданим навојем какав се већ користио у Британији и Француској.
Гама је испаљивала гранату тешку 1.160 kg. Била је тешка 150 тона и заправо је била оно што су Немци називали Bettungsgeschütz, тј. топ који је имао фиксно постоље које се постављало на бетонску основу, за шта је било потребно неколико дана. Транспорт се вршио железницом и то у деловима који су били распоређени на 10 железничких вагона - шест за само оруђе и четири вагона за материјал неопходан за постоље.
Транспортовање Гаме и њена припрема за дејство захтевали су доста времена и људских ресурса. Због тога је АПК затражила од Крупа да развије покретну верзију и наручила је један примерак хаубице 15. јула 1912. године. Пре него што је први примерак испоручен у децембру 1913, АПК је у фебруару 1913. наручила још један примерак. Прва хаубица је у марту 1914. године представљена цару Вилхелму II који је био веома импресиониран новим оруђем. Други примерак испоручен је у јуну 1914.
Нова хаубица је била покретно оруђе монтирано на масивни конвенционални лафет са два точка. Ново оруђе се значајно разликовало од Gamma-Gerät. Цев је била за 4 калибра краћа него код Гаме, а Круп се определио за стари тип клизећег затварача цеви. Због тањих зидова, цев је била знатно лакша од Гамине и испаљивала је лакше гранате тежине око 830 kg. Укупна тежина износила је 43 тоне, знатно мање него Гама и није захтевала бетонско постоље. Развијени су посебни челични подметачи са лучно издигнутим крајевима, који су постављани под точкове да би ограничили трзај приликом опаљења. Подметачи су такође били фиксирани за подлогу дугим клиновима који су помагали да се оруђе задржи на месту. Да би се спречило да се оруђе заглиби на блатњавим путевима, точкови су били опремљени специјалним додацима Radgürteln који су изгледали као стопе а чија намена је била да се равномерно распореди притисак на подлогу. Круп и Дајмлер су такође развили и посебан артиљеријски трактор за Берту, али су за вучу коришћени и трактори Podeus који су транспортовали хаубицу у пет одвојених делова.

## Борбена употреба
На почетку Првог светског рата Немачка је имала само две оперативне хаубице M-Geräte, мада су до тада наводно произведене и две додатне цеви са носачима. Две оперативне хаубице M-Geräte су чиниле Батерију бр. 3 краткоцевних морнаричких топова калибра 42 cm - контингент се састојао од четири Gamma Geräte распоређених у две батерије, док је још једна Гама постала оперативна две недеље након почетка рата и чинила је „половину батерије“. Коришћене су за уништење белгијских тврђава у Лијежу, Намиру и Антверпену и француске тврђаве Мобеж (Maubeuge) као и других тврђава у северној Француској. Берта се показала веома ефикасном против старијих фортификацијских објеката као што су белгијске тврђаве које је 1880-их пројектовао Бриалмон (Brialmont), уништивши неколико за само пар дана. Прва граната из M-Gerät испаљена је 12. августа на белгијску тврђаву Понтиз (Pontisse), у предграђу Лијежа. Највећи успех показала је приликом дејства против оближње тврђаве Лонсин (Loncin) која је експлодирала након директног поготка у складиште муниције. Овакав успех M-Geräte може се приписати не само изузетној разорној моћи овог оруђа већ и чињеници да је бетон коришћен за израду белгијских утврђења био лошег квалитета и без челичне арматуре.
Захваљујући својим почетним успесима у освајању тврђаве Лијеж, Дебела Берта је стекла озбиљну репутацију на обе стране фронта. Немачка штампа је писала о њој са нескривеним ентузијазмом и прогласила ју је „чудесним оружјем“ (Wunderwaffe).
 Међутим, када је коришћена током немачког напада на тврђаву Верден, у фебруару 1916, показала се мање ефикасном, зато што је у изради француских фортификацијских објеката употребљен армирани бетон, који је био знатно отпорнији на Бертине гранате. Само је утврђење Во (Vaux) озбиљно оштећено, а његова посада се предала након што је један од погодака уништио комплетне залихе воде.
Укупно је произведено 12 хаубица M-Gerät; поред две које су биле у оперативној употреби на почетку Првог светског рата, током рата је произведено још 10 примерака. Ова бројка не обухвата две цеви које су биле произведене пре почетка рата, док је укупно произведено 20 цеви, иако неки извори тврде да је произведено 18. Током рата неколико Берти је уништено када су њихове цеви експлодирале због лоше муниције. У каснијој фази Првог светског рата произведена је дужа цев мањег калибра за ознаком L/30 30.5 cm која је требало да обезбеди већи домет и лакши транспорт и којом су замењене цеви калибра 42 cm. Ова оруђа названа су Schwere Kartaune или Beta-M-Gerät.

## Сачувани примерци и реплике
Две Дебеле Берте су заробљене на крају рата. Једна је транспортована у САД и тестирана је у Абердинском опитном центру (Aberdeen Proving Ground). Хаубица је касније изложена у Музеју артиљерије САД (United States Army Ordnance Museum) само да би 1950. године била продата у старо гвожђе. Судбина друге заробљене хаубице није позната.
Тврдња да је још једна Берта сачувана у Круповом опитном полигону у Мепену (Meppen) Немачка и да је коришћена током Другог светског рата, приликом опсаде Севастопоља је резултат заблуде. Истина је да је једна хаубица Gamma-Gerät склопљена у Мепену након Првог светског рата, од делова које је сакупио Круп и да је коришћена током Другог светског рада заједно са модерним топовима великог калибра као што су Мерзер „Карл“ (Mörser Karl) и тешки Густав (Schwerer Gustav).
Дрвену макету Дебеле Берте у пуној размери направио је Емил Черубин 1932. године. Излагана је на различитим местима у Нацистичкој Немачкој све до 1939. Појавила се и на немачким разгледницама. Черубин је током Првог светског рата био део посаде која је опслуживала Дебелу Берту. Касније је свој таленат усмерио ка изради дрвених модела за музеје, позоришта и у друге сврхе. Такође је израдио дрвене моделе Дебеле Берте и Париског топа у размери 1/4.